# Michael Payne
Michael Richard Payne est un homme politique du Parti travailliste britannique qui est député de Gedling depuis 2024. Il est un ancien conseiller du comté de Nottinghamshire et chef adjoint du conseil municipal de Gedling.

## Biographie
Il étudie à l'Université de Lancastre où il devient président du syndicat des étudiants en 2009.
Payne est chef adjoint du groupe travailliste de l'Association des collectivités locales pendant sept ans avant de démissionner pour se concentrer sur sa candidature au poste de député de Gedling.
Payne est ouvertement gay et est marié à un collègue conseiller.